# Hapalemur occidentalis
Hapalemur occidentalis is een zoogdier uit de familie van de maki's (Lemuridae). De wetenschappelijke naam van de soort werd voor het eerst geldig gepubliceerd door Yves Rumpler in 1975. De soort wordt ook wel beschouw als een ondersoort van de grijze halfmaki, Hapalemur griseus occidentalis.

## Leefgebied
De bergbossen met bamboe, maar is ook wel waargenomen in bamboebossen omringd door cultuurland in het noordoosten en uiterste noordwesten van Madagaskar. Hij is vooral ’s nachts actief en leeft in familiegroepjes, bestaande uit gemiddeld zes individuen.

## Bedreigingen
Hapalemur occidentalis is kwetsbaar door de vernietiging van zijn leefgebied door zwerflandbouw (slash-and-burn), omzetting van bos in weidegrond, productie van houtskool en mijnbouw. Regionaal is ook jacht een bedreigende factor. Daarom staat Hapalemur occidentalis als kwetsbaar op de Rode Lijst van de IUCN.